# Арнано (Сијена)
Арнано је насеље у Италији у округу Сијена, региону Тоскана.
Према процени из 2011. у насељу је живело 19 становника. Насеље се налази на надморској висини од 306 м.